# Capitão-de-saíra
O capitão-de-saíra, átila-de-capuz ou capitão-de-saíra-de-cabeça-cinza (Attila rufus) é uma espécie de ave da família Tyrannidae.
É endémica do Brasil.
Os seus habitats naturais são: florestas subtropicais ou tropicais húmidas de baixa altitude e regiões subtropicais ou tropicais húmidas de alta altitude.